# Mica (Cluj)
Mica (in ungherese Mikeháza) è un comune della Romania di 3 841 abitanti, ubicato nel distretto di Cluj, nella regione storica della Transilvania.
Il comune è formato dall'unione di 7 villaggi: Dâmbu Mare, Mănăstirea, Mica, Nireș, Sânmărghita, Valea Cireșoii, Valea Luncii.